# ミルコ・ヴァルディフィオーリ
ミルコ・ヴァルディフィオーリ（Mirko Valdifiori, 1986年4月21日 - ）は、イタリア・ルッシ出身の元サッカー選手。ポジションはMF。元イタリア代表。

## 経歴

### クラブ
ACチェゼーナのユース出身。2004年にセリエBに所属するトップチームへ昇格し、2005年5月14日のジェノアCFC戦でトップチームデビュー。2006年にセリエC1（3部）のACパヴィーア、翌2007年に同じくセリエC1のACレニャーノへレンタル移籍を経験。
2008年6月、セリエBのエンポリFCへ移籍。2009年11月28日のACチェゼーナ戦で古巣相手にプロ初ゴールを挙げた。2012年にマウリツィオ・サッリが監督に就任すると更に出場機会を増やし、2013-14シーズンには40試合に出場しクラブの昇格に貢献。キャリア初のトップディビジョンでのシーズンとなった2014-15シーズンでは36試合に出場し、セリエA残留の原動力となった。
2015年6月20日、マウリツィオ・サッリ監督の就任後初めての補強としてSSCナポリへ移籍。しかしジョルジーニョとのポジション争いに敗北し、カップ戦での出場が大半となり、リーグ戦では6試合の出場に留まった。2016年8月31日、出場機会を求めてトリノFCへレンタル移籍。
2018年8月16日、SPALへ完全移籍。
2020年9月8日、デルフィーノ・ペスカーラ1936に移籍。

### 代表
2015年3月21日、アントニオ・コンテ監督によって初招集。3月31日のイングランド戦で67分からマルコ・ヴェッラッティとの交代でピッチに入り、イタリア代表デビューを果たした。

## エピソード
- 理想の選手は同じくレジスタのポジションを努めるアンドレア・ピルロと語っている[1]。

## 所属クラブ
- ACチェゼーナ 2004-2008

→ ACパヴィーア (loan) 2006-2007
→ ACレニャーノ (loan) 2007-2008
- SSラツィオ 2008-2015
- SSCナポリ 2015-2016
- トリノFC 2016-2018
- SPAL 2018-2020
- デルフィーノ・ペスカーラ1936 2020-2022